# Нефёдов, Вадим Иванович
Вадим Иванович Нефедов (29 июня 1937 года, Магнитогорск — 28 июня 2008 года, Москва) — российский учёный, доктор химических наук, специалист в области неорганической химии и физикохимии, академик Российской академии наук. Провел работы по определению электронного строения более 1000 химических соединений.

## Биография
Окончил среднюю школу в 1954 году.
Поступил в Московский государственный университет тонких химических технологий имени М. В. Ломоносова, из которого после второго курса перевелся в Лейпцигский университет. Окончил Лейпцигский университет в 1962 году.
Работал заведующим лабораторией Института общей и неорганической химии АН СССР и РАН
В 1990 году избран академиком РАЕН.
31 марта 1994 избран членом-корреспондентом РАН.
22 мая 2003 избран академиком РАН.
Похоронен в Москве на Троекуровском кладбище.

## Награды, премии
- Государственная премия СССР в области науки (1985; в составе коллектива) за цикл работ «Разработка метода фотоэлектронной спектроскопии и его применение в науке и технике» (1961—1983)
- Государственная премия РСФСР (1989)
- Орден Почёта (1997)[5]
- ордена: Трудового Красного Знамени, «Знак почета».